# Dziadzionki Dolne
Dziadzionki Dolne – dawna kolonia. Tereny na których leżała znajdują się obecnie na Białorusi, w obwodzie witebskim, w rejonie postawskim, w sielsowiecie Wołki.

## Historia
W czasach zaborów ówczesna wieś leżała w gminie Norzyca, w powiecie wilejskim w guberni wileńskiej Imperium Rosyjskiego.
W dwudziestoleciu międzywojennym wieś a następnie kolonia leżała w Polsce, w województwie wileńskim, w powiecie duniłowickim (od 1926 postawskim), w gminie Norzyca.
Według Powszechnego Spisu Ludności z 1921 roku zamieszkiwało tu 100 osób, wszystkie były wyznania rzymskokatolickiego. Jednocześnie 93 mieszkańców zadeklarowało polską a 7 białoruską przynależność narodową. Było tu 21 budynków mieszkalnych. W 1931 w 21 domach zamieszkiwało 111 osób.
Wierni należeli do parafii rzymskokatolickiej w Duniłowiczach. Miejscowość podlegała pod Sąd Grodzki w Duniłowiczach i Okręgowy w Wilnie; właściwy urząd pocztowy mieścił się w Łasicy.
W 1938 roku miejscowość należała do gromady Norzyca gminy Norzyca.